# Wolfgang Kleff
Wolfgang Kleff (Schwerte, Alemania ocupada, 16 de noviembre de 1946) es un exjugador y exentrenador  de fútbol alemán. En su etapa como jugador profesional se desempeñaba como guardameta.
Es apodado Otto debido a su similitud física y amistad con el comediante Otto Waalkes. También participó en las películas Otto – Der Film y Werner - Beinhart!

## Selección nacional
Fue internacional con la selección de Alemania Federal en 6 ocasiones. Formó parte de la selección campeona de la Eurocopa 1972 y de la Copa del Mundo de 1974, pese a no haber jugado en ninguna de las dos competiciones.

### Participaciones en Copas del Mundo
| Mundial                        | Sede             | Resultado | Partidos | Goles |
| ------------------------------ | ---------------- | --------- | -------- | ----- |
| Copa Mundial de Fútbol de 1974 | Alemania Federal | Campeón   | 0        | 0     |

### Participaciones en Eurocopas
| Copa          | Sede    | Resultado | Partidos | Goles |
| ------------- | ------- | --------- | -------- | ----- |
| Eurocopa 1972 | Bélgica | Campeón   | 0        | 0     |

## Clubes

### Como jugador
| Equipo                   | País                      | Año       |
| ------------------------ | ------------------------- | --------- |
| Borussia Mönchengladbach | Alemania Federal          | 1968-1979 |
| Hertha BSC               | Alemania Federal          | 1979-1980 |
| Borussia Mönchengladbach | Alemania Federal          | 1980-1982 |
| Fortuna Düsseldorf       | Alemania Federal          | 1982-1984 |
| Rot-Weiß Oberhausen      | Alemania Federal          | 1984-1985 |
| VfL Bochum               | Alemania Federal          | 1985-1986 |
| FSV Salmrohr             | Alemania Federal          | 1986-1987 |
| SV Straelen              | Alemania Federal/Alemania | 1987-1992 |
| KFC Uerdingen            | Alemania                  | 1999-2000 |
| FC Rheinbach             | Alemania                  | 2007-2008 |

### Como entrenador de porteros
| Equipo        | País     | Año       |
| ------------- | -------- | --------- |
| KFC Uerdingen | Alemania | 2002-2003 |
| GFC Düren     | Alemania | 2003-2006 |

## Palmarés

### Campeonatos nacionales
| Título           | Equipo                   | País             | Año  |
| ---------------- | ------------------------ | ---------------- | ---- |
| Bundesliga       | Borussia Mönchengladbach | Alemania Federal | 1970 |
| Bundesliga       | Borussia Mönchengladbach | Alemania Federal | 1971 |
| Copa de Alemania | Borussia Mönchengladbach | Alemania Federal | 1973 |
| Bundesliga       | Borussia Mönchengladbach | Alemania Federal | 1975 |
| Bundesliga       | Borussia Mönchengladbach | Alemania Federal | 1976 |
| Bundesliga       | Borussia Mönchengladbach | Alemania Federal | 1977 |

### Copas internacionales
| Título                 | Equipo                   | Sede             | Año  |
| ---------------------- | ------------------------ | ---------------- | ---- |
| Eurocopa               | Alemania Federal         | Bélgica          | 1972 |
| Copa Mundial de Fútbol | Alemania Federal         | Alemania Federal | 1974 |
| Copa de la UEFA        | Borussia Mönchengladbach | Enschede         | 1975 |
| Copa de la UEFA        | Borussia Mönchengladbach | Düsseldorf       | 1979 |

## Filmografía

### Apariciones en películas
| Año  | Título             |
| ---- | ------------------ |
| 1985 | Otto – Der Film    |
| 1990 | Werner – Beinhart! |